# Deule
De Deule (Frans: Deûle) is een zijrivier van de Leie in het Noorderdepartement.
De bovenloop van de Deule wordt gevormd door de samenloop van de Carency en de Saint-Nazaire; dat zijn ook de namen van de respectievelijke gemeenten. Vervolgens krijgt de rivier de naam Souchez, ook de naam van de gemeente. Van Lens tot Rijsel is de rivier gekanaliseerd. In Rijsel is een gedeelte van de Deule, vlak bij de Place Louise de Bettignies, gedempt en omgevormd tot een grasveld.
Het Deulekanaal verbindt de Leie met de Scarpe, grotendeels gebruikmakend van de Deule. Ten gevolge van mijnverzakkingen ligt het kanaal soms hoger dan het omliggende land. De plaats waar de rivier in de Leie vloeit, bij de Belgische grens, heet in het Frans Deûlémont (wat berg aan de Deule zou kunnen suggereren), maar eigenlijk is dit een verbastering van het oorspronkelijke Deulemonde (monding van de Deule). Ook de gemeente Kiezenet dankt haar naam in het Frans aan de rivier: Quesnoy-sur-Deûle.

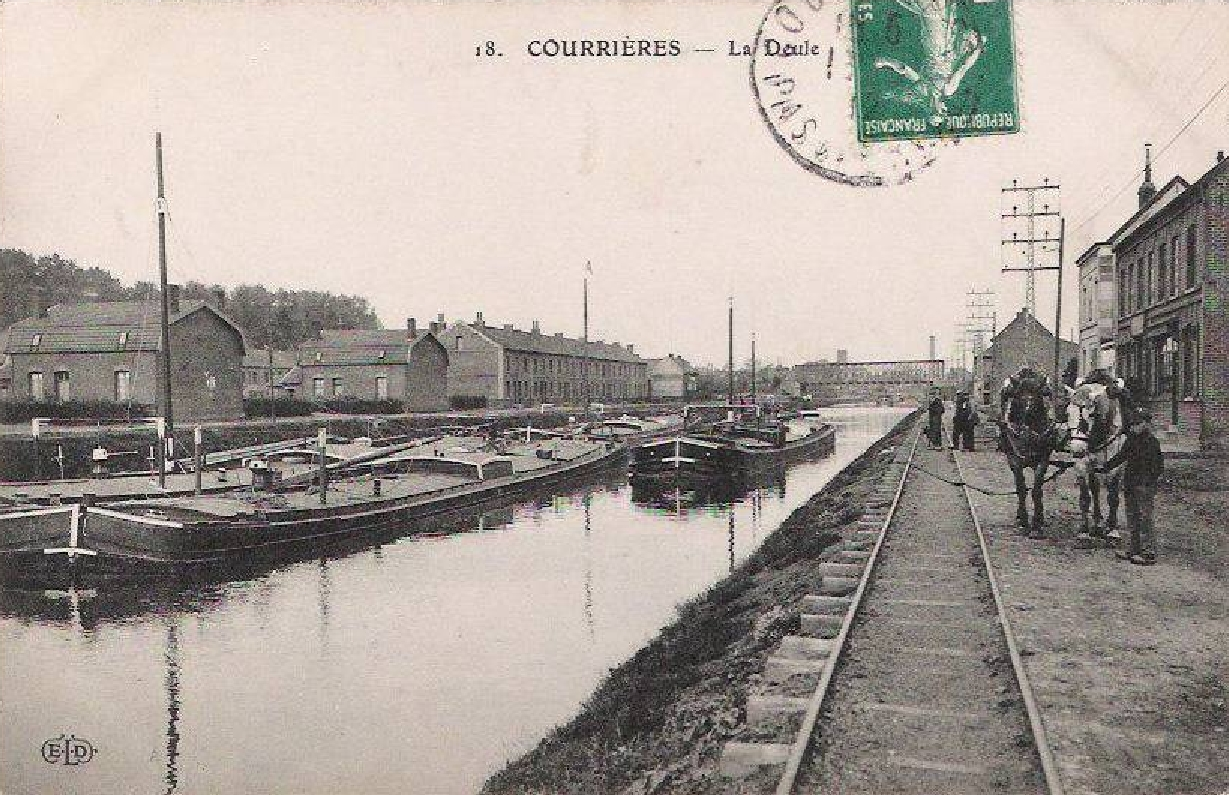
De Deule bij Courrières
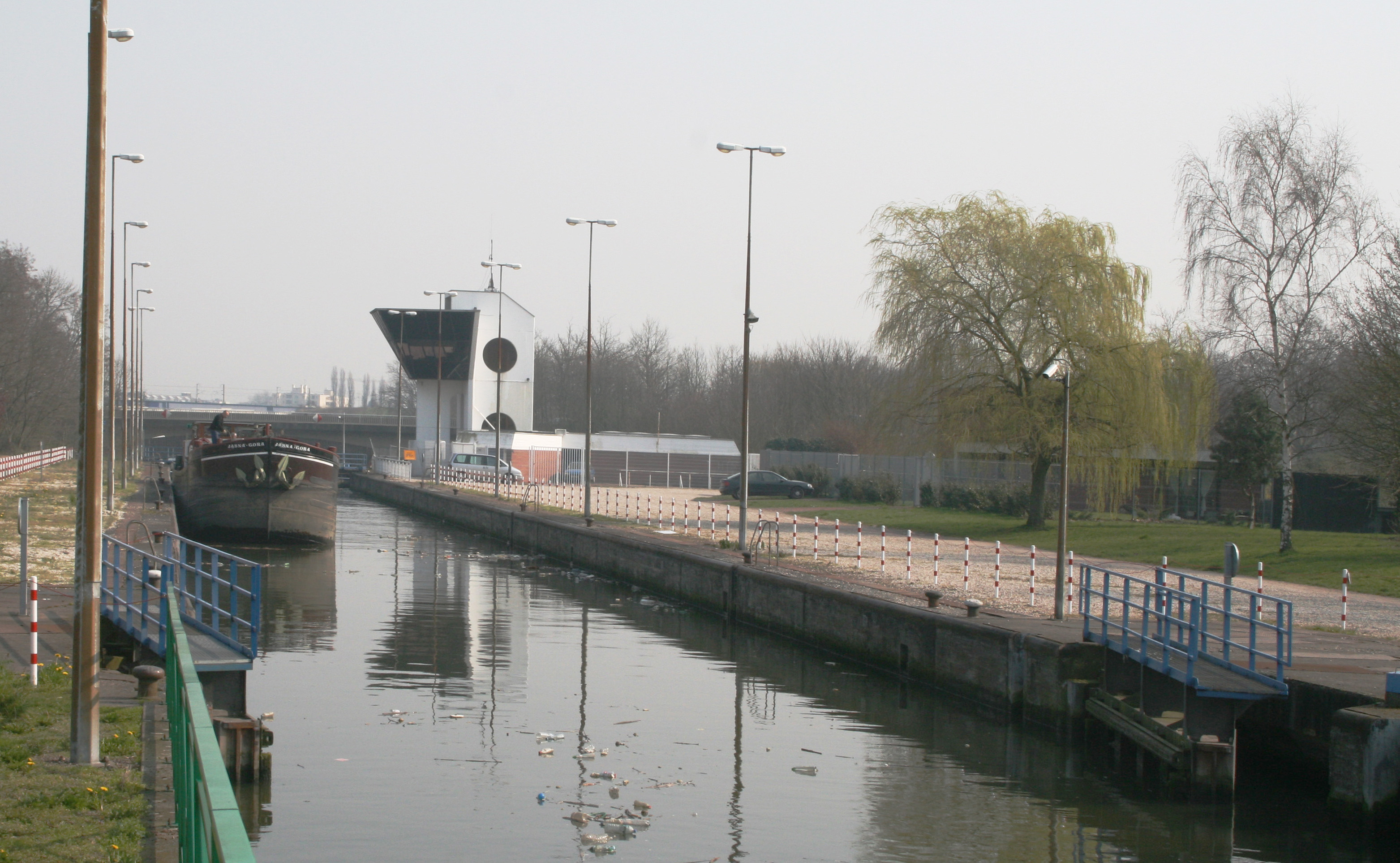
Sluis in het Deulekanaal
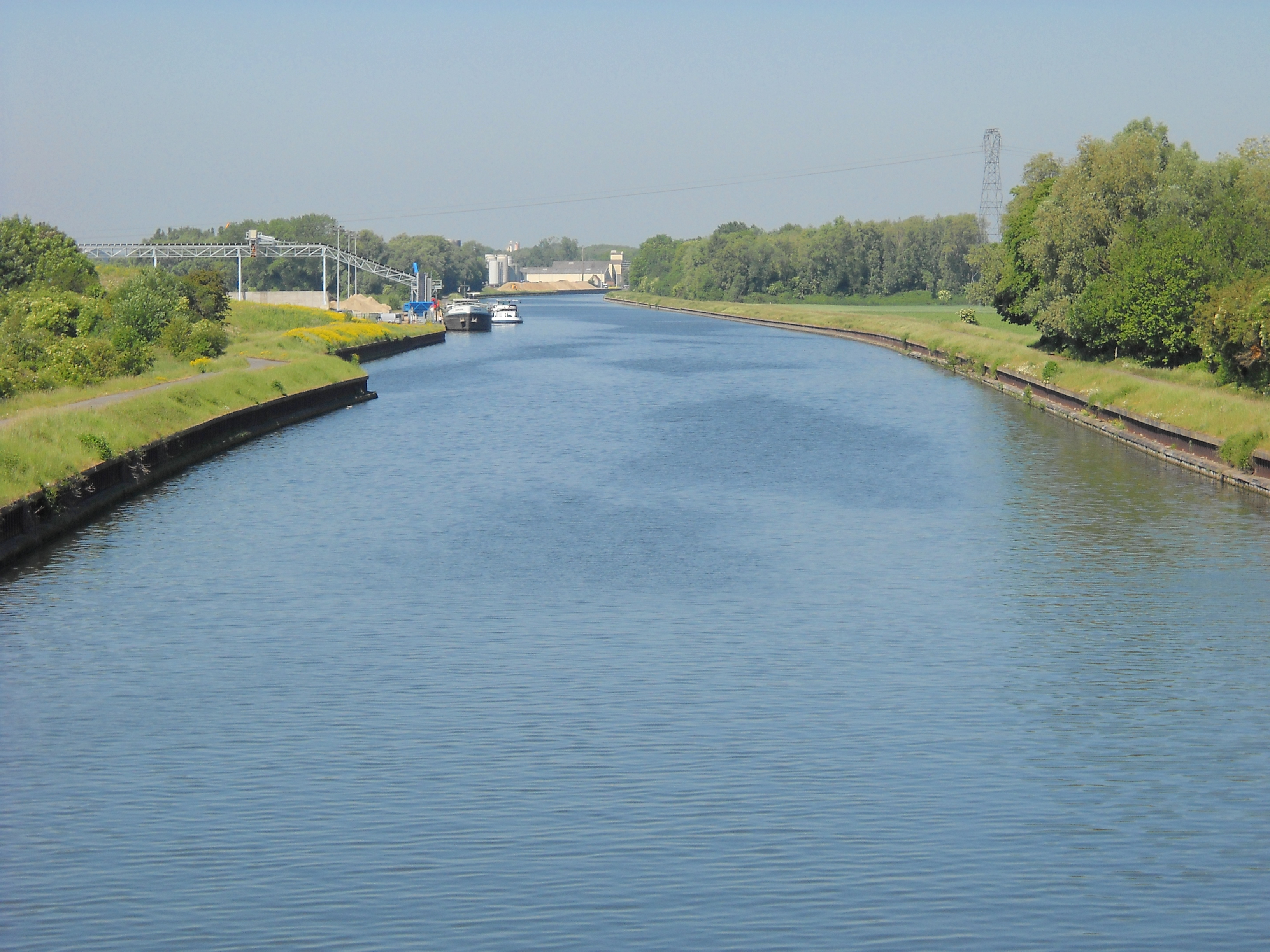
Deulekanaal bij Carvin

- Gemeinsame Normdatei: 4807854-2
- Virtual International Authority File: 248748886